# الرجل المحطم
الرَجُل المُحطَم (بالإنجليزية: The Broken Man)‏ هي الحلقة السابعة من الموسم السادس من سلسلة صراع العروش، و الحلقة رقم 57 عموما. وقد كتب الحلقة بريان كوغمان وأخرجها مارك ميلود.
حصلت حلقة الرجل المُحطَم على ثناء قوي من النقاد، الذين ثمنوا عودة طال انتظارها لساندور كليغان، وإدخال شخصيات جديدة مثل ليانا مورمونت، وحصار ريفررن .
حققت الحلقة في الولايات المتحدة نسبة مشاهدة بلغت 7.80 مليون في البث الأولي.

## ملخص الحلقة
في كينغز لاندينغ، تُقنِع مارجري جدّتها أولينا بالرحيل إلى هايجاردن بعدَ أن لمّح لها الكاهِن الأعلى أن جدّتها ستكون التالية. يَصِل جايمي برفقة (برون) إلى ريفررن ويُحاول التفاوض مع (السمكة السوداء) ولكنه لا ينجح. أمّا ثيون ويارا فيقضون آخر ليلة لهم في فولنتيس قبلَ إبحارِهم نحو ميرين. وفي برافوس، تُقرّر آريا الإبحار رجوعاً إلى ويستروس ولكنّها تُهاجَم من قِبَل الفتاة المُشرّدة، وتتمكن من الهرب بجروحٍ خطيرة. في الشمال، يُسافِر جون سنو وسانسا و(دافوس) بين المُدن لجمع الحُلفاء، ويتمكّنون من ضمّ آل (مورمنت) والهمج لصفّهم، ولكنّهم ما زالوا أقلّ عدداً من آل (بولتون)، فتقوم سانسا خفاءً بإرسالِ رسالة تطلب فيها المساعدة من شخصٍ لم يُعرَف في الحلقة. كما يتّضح في الحلقة أنّ ساندور كليغان قد نجى من معركتِه الأخيرة مع بريان التارثية حيثُ أنقذه كاهنٌ من الكهنة مع أتباعِه وأصبَح رجلاً صالِحاً، ثُم تُهاجِم المجموعة الأخوة بلا راية ويقومون بقتلهم جميعاً عدا (ساندور) فيحملُ سلاحاً وينطلق ليبحث عن الانتقام.

## نسب المشاهدة
| الموسم | الموسم | رقم الحلقة | رقم الحلقة | رقم الحلقة | رقم الحلقة | رقم الحلقة | رقم الحلقة | رقم الحلقة | رقم الحلقة | رقم الحلقة | رقم الحلقة | المتوسط |
| الموسم | الموسم | 1          | 2          | 3          | 4          | 5          | 6          | 7          | 8          | 9          | 10         | المتوسط |
| ------ | ------ | ---------- | ---------- | ---------- | ---------- | ---------- | ---------- | ---------- | ---------- | ---------- | ---------- | ------- |
|        | 1      | 2.22       | 2.20       | 2.44       | 2.45       | 2.58       | 2.44       | 2.40       | 2.72       | 2.66       | 3.04       | 2.52    |
|        | 2      | 3.86       | 3.76       | 3.77       | 3.65       | 3.90       | 3.88       | 3.69       | 3.86       | 3.38       | 4.20       | 3.80    |
|        | 3      | 4.37       | 4.27       | 4.72       | 4.87       | 5.35       | 5.50       | 4.84       | 5.13       | 5.22       | 5.39       | 4.97    |
|        | 4      | 6.64       | 6.31       | 6.59       | 6.95       | 7.16       | 6.40       | 7.20       | 7.17       | 6.95       | 7.09       | 6.84    |
|        | 5      | 8.00       | 6.81       | 6.71       | 6.82       | 6.56       | 6.24       | 5.40       | 7.01       | 7.14       | 8.11       | 6.88    |
|        | 6      | 7.94       | 7.29       | 7.28       | 7.82       | 7.89       | 6.71       | 7.80       | 7.60       | 7.66       | 8.89       | 7.69    |
|        | 7      | 10.11      | 9.27       | 9.25       | 10.17      | 10.72      | 10.24      | 12.07      | غ/م        | غ/م        | غ/م        | 10.26   |
|        | 8      | 11.76      | 10.29      | 12.02      | 11.80      | 12.48      | 13.61      | غ/م        | غ/م        | غ/م        | غ/م        | 11.99   |

## روابط خارجية
- الرجل المحطم على موقع IMDb (الإنجليزية)
- الرجل المحطم على موقع ميتاكريتيك (الإنجليزية)
- الرجل المحطم على موقع روتن توميتوز (الإنجليزية)
- الرجل المحطم على موقع أول موفي (الإنجليزية)